# Lois de Lanchester
Pour les articles homonymes, voir Lanchester.
Les lois de Lanchester ou modèle d'Osipov-Lanchester forment un ensemble de formules mathématiques permettant de calculer les forces relatives d'un couple prédateur/proie, entre autres dans le domaine militaire. 

## Description
Les équations de Lanchester sont des équations différentielles décrivant la dépendance temporelle des forces de deux armées A et B comme une fonction du temps ne dépendant que de A et B,.
En 1915, au cours de la Première Guerre mondiale, M. Osipov et en 1916 Frederick Lanchester établissent indépendamment une série d'équations différentielles dans le but de démontrer les relations de puissance entre deux forces opposées ; on trouve parmi ces équations la loi linéaire de Lanchester (s'appliquant aux combats de l'Antiquité) ainsi que la loi géométrique de Lanchester (pour le combat moderne, prenant en compte les armes à feu).

## Loi linéaire de Lanchester
Dans le modèle du combat antique à armes égales, par exemple, entre deux groupes de soldats armés de lances, en phalanges, un soldat ne peut combattre qu'un adversaire à la fois. Si chaque soldat tue et se fait tuer par exactement un soldat de l'armée adverse, le nombre de soldats en vie à la fin de la bataille est simplement la différence (en valeur absolue) entre les effectifs des deux armées, l'armée la plus grande remportant la victoire.
La loi linéaire s'applique également au tir sans visée dans une zone occupée par l'ennemi. Le taux d'occupation du territoire dépend alors de la densité des cibles visibles ainsi que du nombre d'armes utilisées pour tirer. Si deux armées occupant le même territoire et utilisant les mêmes armes tirent au hasard en direction d'un même endroit, leurs pertes seront égales, jusqu'à ce que la plus petite armée soit éliminée : la probabilité d'atteindre un soldat de la plus grande armée, aussi grande soit-elle, est systématiquement contrebalancée par le nombre de tirs dirigés vers la plus petite armée.

## Loi géométrique de Lanchester

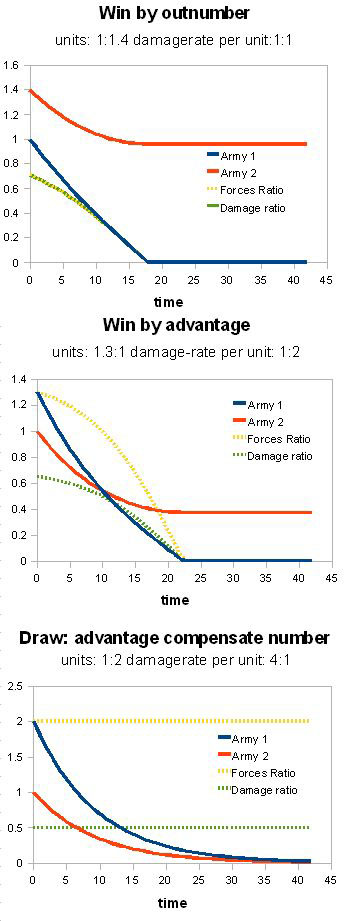
Simulation de l'affrontement de deux forces, en négligeant toutes les autres forces que :
1) la taille de l'armée
2) la puissance de frappe (damage ratio)
L'image illustre le principe de la loi géométrique de Lanchester.

### Explications
Lorsque les armes à feu sont utilisées en visant, elles permettent aux attaquants d'atteindre plusieurs cibles en plusieurs endroits différents. Le taux d'abandon ne dépend alors que du nombre d'armes en jeu. Lanchester a déterminé que la puissance d'une telle force est proportionnelle, non au nombre d'unités mises en jeu, mais au carré de ce nombre ; c'est la loi géométrique de Lanchester.
La loi indique plus précisément le nombre de pertes qu'inflige une force en possession d'armes à feu sur une période donnée, relativement aux pertes qu'elle subit. Dans sa forme élémentaire, la loi ne permet que de déterminer l'issue de la bataille ainsi que les pertes subies des deux côtés, et ne s'applique donc pas à des armées entières, dont le déploiement peut être l'objet de tactiques complexes étalées sur une longue période de temps. Par ailleurs, elle ne fonctionne que lorsque chaque unité (soldat, navire ou autre) ne peut neutraliser qu'un ennemi équivalent, aussi ne s'applique-t-elle pas aux mitrailleuses, à l'artillerie lourde et, dans des cas extrêmes, aux armes nucléaires. La loi s'appuie sur l'hypothèse que le nombre de pertes augmente au cours du temps ; elle ne fonctionne donc pas pour des situations dans lesquelles les soldats ennemis s’entretuent simultanément, soit en tirant en même temps, soit si l'un esquive le premier tir en infligeant à l'autre de lourds dégâts.
Il est à noter que la loi géométrique de Lanchester ne s'applique pas à la force technologique, mais uniquement à la force numérique ; aussi requiert-elle une augmentation géométrique (en N²) en qualité pour compenser une diminution linéaire (en N) en quantité.

### Exemple d'équations
Soient deux armées, les Bleus et les Rouges, s'affrontant au cours d'une bataille. Les Rouges envoient un flux continu de balles sur les Bleus, et inversement. Soit {\displaystyle A} le nombre de soldats de l'armée Rouge au début de la bataille. Chacun possède une puissance de tir {\displaystyle \alpha }, qui représente le nombre d'unités adverses que le soldat peut neutraliser (tuer ou blesser) par unité de temps. De la même manière, les {\displaystyle B} soldats Bleus possèdent chacun une puissance de tir {\displaystyle \beta }.
La loi géométrique de Lanchester donne le nombre de soldats perdus de chaque côté en utilisant le système d'équations suivant, les valeurs négatives représentant les pertes de soldats :
{\displaystyle dA/dt=-\beta B}
{\displaystyle dB/dt=-\alpha A}

### Lien avec le Salvo Combat Model
Les équations de Lanchester peuvent être rapprochées du plus récent salvo combat model (en), avec deux différences majeures.
Tout d'abord, les équations originales de Lanchester s'inscrivent dans un modèle continu du temps, tandis que les équations élémentaires de salvo s'inscrivent dans un cadre discret. Dans une bataille moderne, les balles et les obus sont tirés en très grande quantité ; chaque projectile a une faible probabilité de toucher sa cible, et inflige de faibles dommages. C'est pourquoi, dans le modèle de Lanchester, les armes à feu sont des courants ininterrompus de projectiles qui affaiblissent continuellement l'ennemi au cours du temps.
A titre de comparaison, les missiles de croisière sont généralement tirés en quantités relativement faibles ; chacun a une grande probabilité d'atteindre sa cible, et possède une ogive assez puissante. Il semble donc pertinent de les modéliser comme un flux discret, ou salve, de puissance de feu, dans le modèle de temps discrétisé.
Deuxièmement, le modèle de Lanchester n'inclut que les armes offensives, tandis que les « équations de salve » traitent également les armes défensives. Au vu de leur petite taille et de leur grand nombre, balles et obus peuvent en effet être difficilement interceptés au cours d'une bataille. En revanche, les missiles de croisière peuvent être interceptés par des missiles anti-aériens ; il est donc capital d'inclure ce type de défense active dans un modèle de combat par échange de missiles.

## Applications des lois de Lanchester
Le modèle de Lanchester a été testé rétrospectivement sur les données relatives à la bataille d'Iwo Jima, durant laquelle il n'y a pas eu de renforts après les premiers jours de la bataille et qui ne s'est achevée que par l'annihilation de la garnison japonaise, l'évolution des pertes américaines donnée par le modèle correspondant à celle effectivement constatée au cours des combats.
Dans les guerres modernes, afin de prendre en compte le caractère à la fois linéaire et géométrique de l'évolution d'un conflit, un exposant 1,5 est souvent utilisé (évolution en N1,5),,.
Les lois de Lanchester peuvent aussi être utilisées pour modéliser les combats dans les jeux de stratégie en temps réel mais aussi en myrmécologie entre espèces endémiques et espèces invasives.

### Littérature scientifique
- Frederick W. Lanchester, Aircraft in Warfare – The Dawn of the Fourth Arm, Constable and Company Limited, Londres, 1916, disponible sur Internet Archive (en)
- M. Osipov, Влияние численности сражающихся сторон на их потери. Военный сборник, Empire russe, 1915, publié par le département de la Défense des États-Unis (en anglais)

### Vulgarisation
- [vidéo] Sur le champ, « Modéliser la guerre : le modèle de Lanchester », sur YouTube.
- (en) [vidéo] Spirit of the Law (Age of Empires II), « Lanchester's law », sur YouTube.